# Danuta Saul-Kawka
Danuta Saul-Kawka (ur. 1947 w Wambierzycach, zm. 5 lipca 2019) – polska poetka, prozatorka, publicystyczka i działaczka samorządowa (dwie kadencje).

## Życiorys
Danuta Saul-Kawka debiutowała w 1969 podczas VII Kłodzkiej Wiosny Poetyckiej (Polanica-Zdrój). Swoje utwory publikowała między innymi w antologiach i almanachach jak również w prasie: „Informatorze Kulturalnym Województwa Wałbrzyskiego”, „Kulturze Dolnośląskiej”,  „Roczniku Świdnickim”, „Trybunie Wałbrzyskiej” „Tygodniku Kulturalnym”, „Współczesności” i „Życiu Literackim”. Była także laureatką turniejów poetyckich w tym zdobywczynią „Złotego Pióra” podczas VIII Kłodzkiej Wiosny Poetyckiej (Polanica-Zdrój, 1970), jak również kilkakrotnie laureatką Turnieju o „Złotą Lampkę Górniczą” w Wałbrzychu  (1971 – III nagroda; 1972 –  II nagroda; 1974 – III nagroda; 1975) i w konkursie o „Złoty Liść Dębu” podczas Wałbrzyskich Ścieżek Literackich. Piastowała również dwie kadencje funkcje radnej Świdnicy.
W 2005 za działalność społeczną została uhonorowana Orderem Uśmiechu.
Jej mężem był poeta i prozaik Franciszek Kawka.

## Publikacje
- *** [bez tytułu] (Wojewódzki Dom Kultury, Wałbrzych 1977)[2][1]
- Czasu jak na listek (Zakład Narodowy im. Ossolińskich, Wrocław, 1981; ISBN 83-04-00679-0)